# Waffenbrunn
Waffenbrunn è un comune tedesco di 2 061 abitanti, situato nel land della Baviera.